# آلمان بیدار شو!
آلمان بیدار شو! (به آلمانی: !Deutschland erwache) نام سرودی معروف در دوره رایش سوم است و همچنین عبارتی است که روی درفش‌های (به آلمانی: Standarten) حزب سوسیالیست ملی کارگران آلمان نوشته شده بود.

## متن سرود
| آلمان از کابوس شیطانی‌ات بیدار شو!         |  | !Deutschland erwache aus deinem bösen Traum   |
| به جهودهای بیگانه در امپراتوریت جایی نده! |  | !Gib fremden Juden in deinem Reich nicht Raum |
| ما می‌خواهیم برای برخاستن‌ات بجنگیم         |  | Wir wollen kämpfen für dein Auferstehn        |
| خون آریایی نباید تباه شود!                |  | !Arisches Blut soll nicht untergehen          |

درود
| ما تمام این ریاکاران را بیرون میندازیم، |  | ,All diese Heuchler, wir werfen sie hinaus |
| یهودا از خانه آلمانی ما بیرون برو!      |  | !Juda entweiche aus unserm deutschen Haus  |
| اگر خاک میهن پاک و پاکیزه گردد،         |  | ,Ist erst die Scholle gesäubert und rein   |
| ما یگانه و خوشبخت می‌شویم!               |  | !Werden wir einig und glücklich sein       |

| ما رزمندگان حزب سوسیالیست ملی کارگران آلمان هستیم.    |  | .Wir sind die Kämpfer der N.S.D.A.P            |
| آلمانی اصیل در قلب، و استوار و سرسخت به هنگام نبردیم. |  | .Treudeutsch im Herzen, im Kampfe fest und zäh |
| ما جانسپار صلیب شکسته هستیم.                          |  | .Dem Hakenkreuze ergeben sind wir              |
| درود پیشوای ما، درود بر تو هیتلر!                     |  | !Heil unserm Führer, Heil Hitler dir           |

## نگارخانه

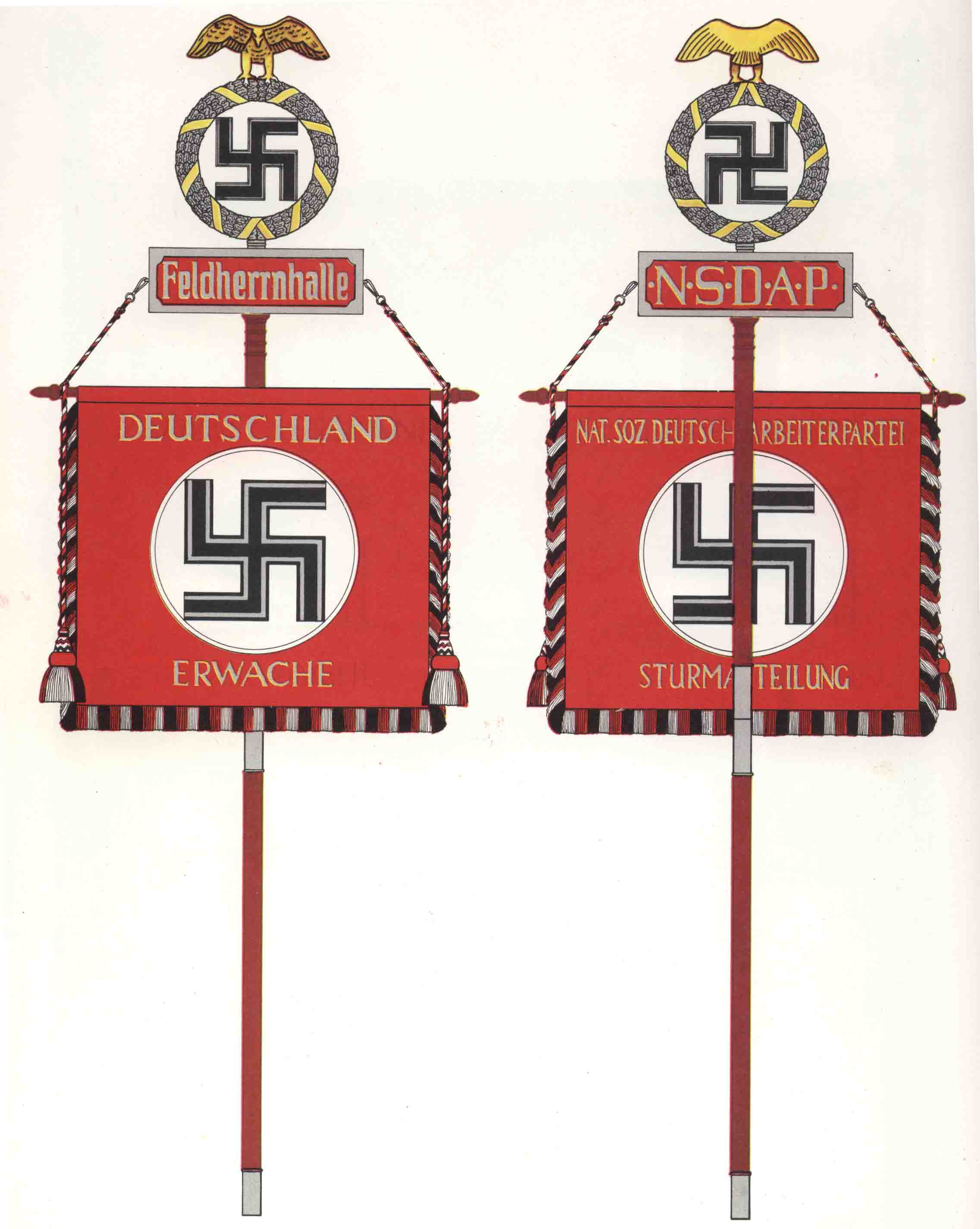
پرچم اس آ با عبارت آلمان بیدار شو.
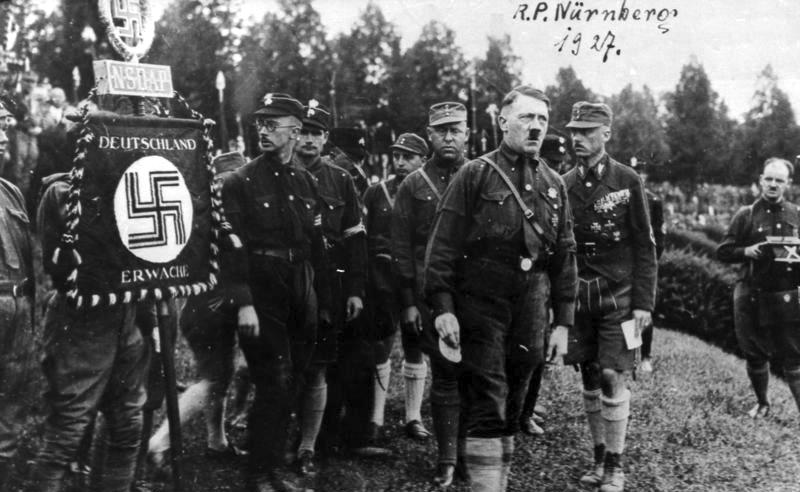
آدولف هیتلر، رودلف هس، هاینریش هیملر و تعدادی از افسران اس آ در رژه نورنبرگ سال ۱۹۲۷ کنار پرچم حزب با عبارت آلمان بیدار شو، ایستاده‌اند.
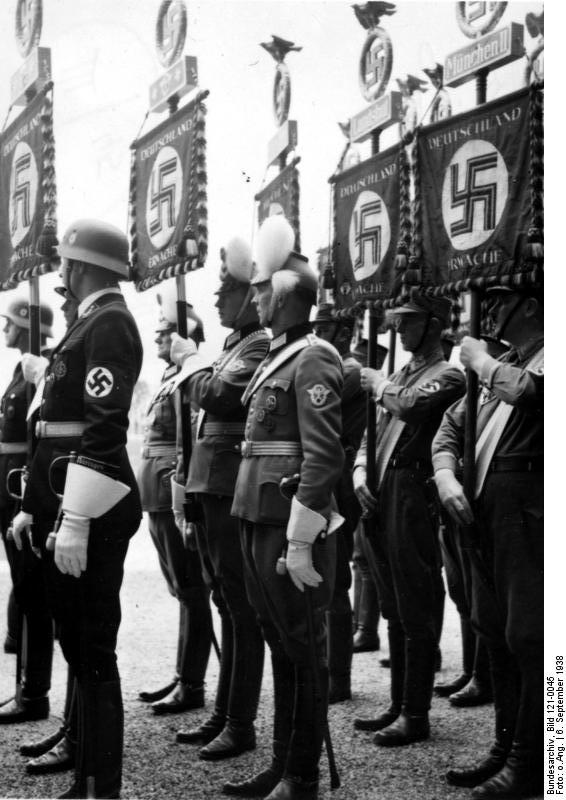
به ترتیب از جلو سربازان اس اس، پلیس آلمان و اس آ در رژه نورنبرگ سال ۱۹۳۸ پرچمهای آلمان بیدار شو را دست دارند.